# Пам'ятки культури стародавнього Кіото
Пам'ятки культури стародавнього Кіото — група з сімнадцяти пам'яткок історії та культури Японії, які розташовані на території міст Кіото, Удж та Оцу, і мають з 1994 року статус Світової спадщини ЮНЕСКО. Складається з тринадцяти буддистських монастирів, трьох шінтоїстських святилищ і одного замку. Містить тридцять шість об'єктів, що визначені Міністерством культури Японії як Національні скарби країни.

## Список

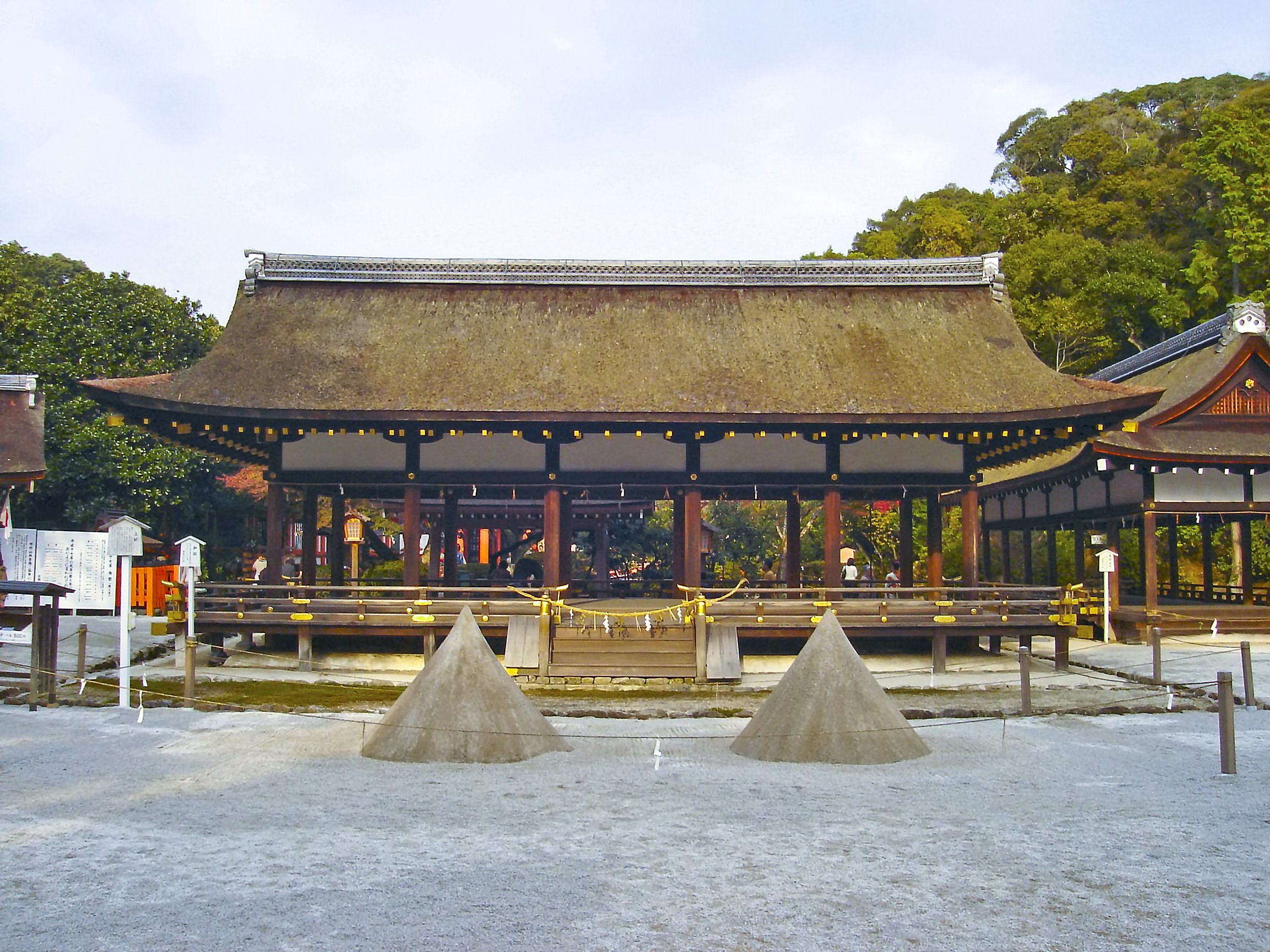
賀茂別雷神社 （上賀茂神社）
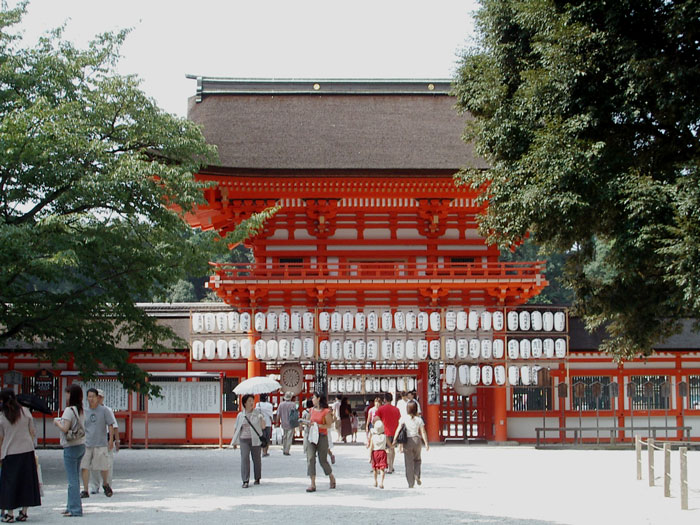
賀茂御祖神社 （下鴨神社）
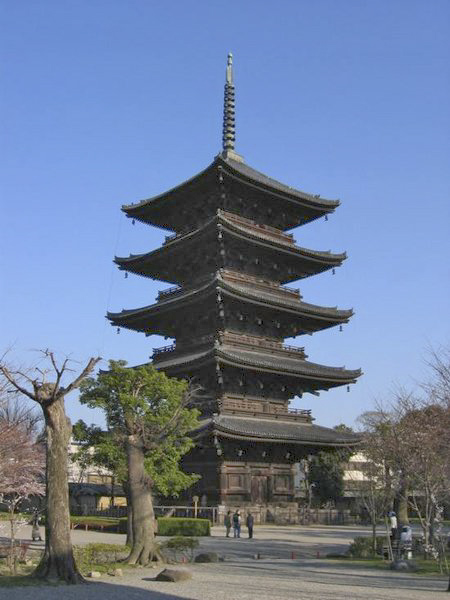
教王護国寺 （東寺）
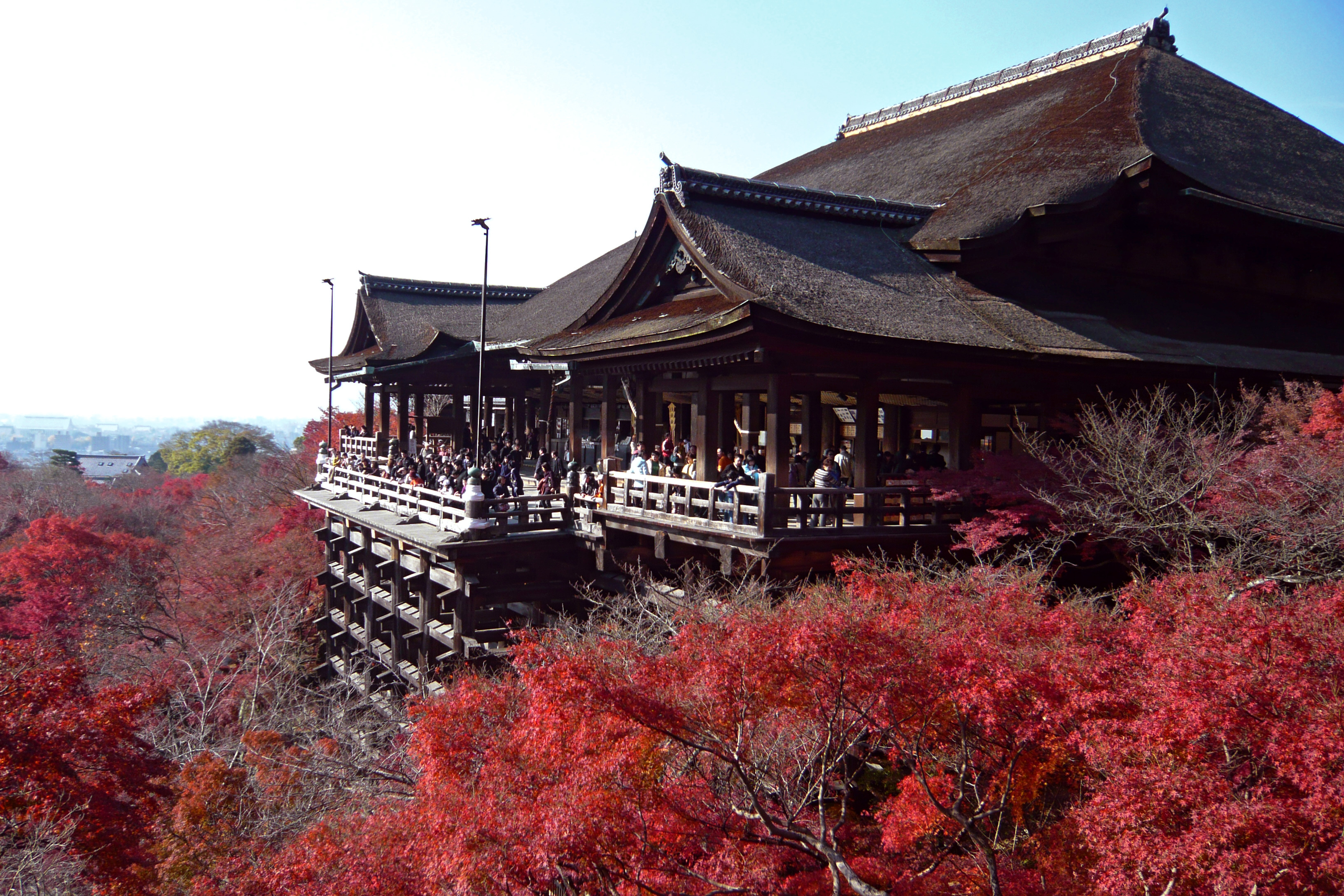
Монастир Кійомідзу (Хіґашіяма, Кіото)
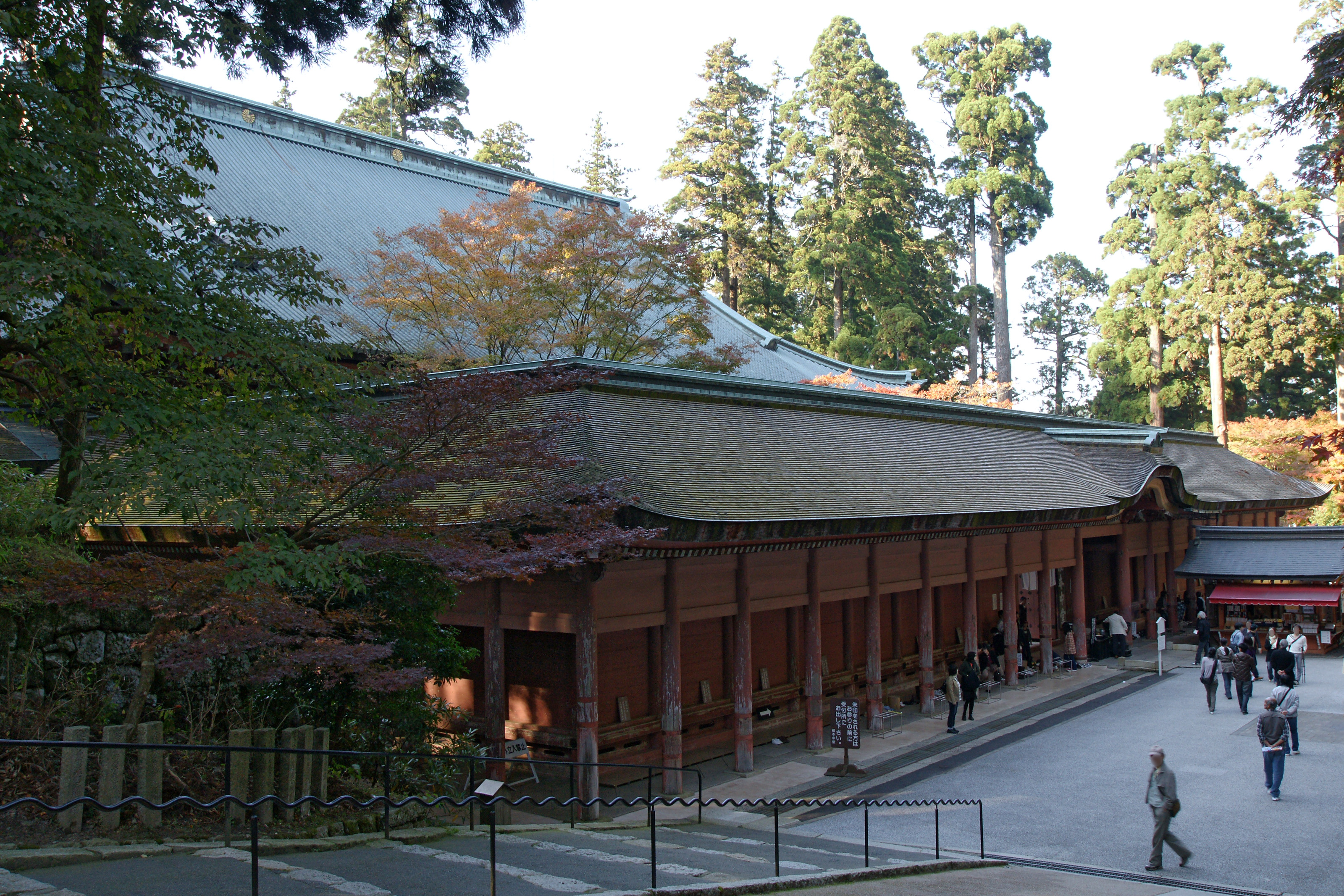
Монастир Енряку (Оцу, Сіґа)
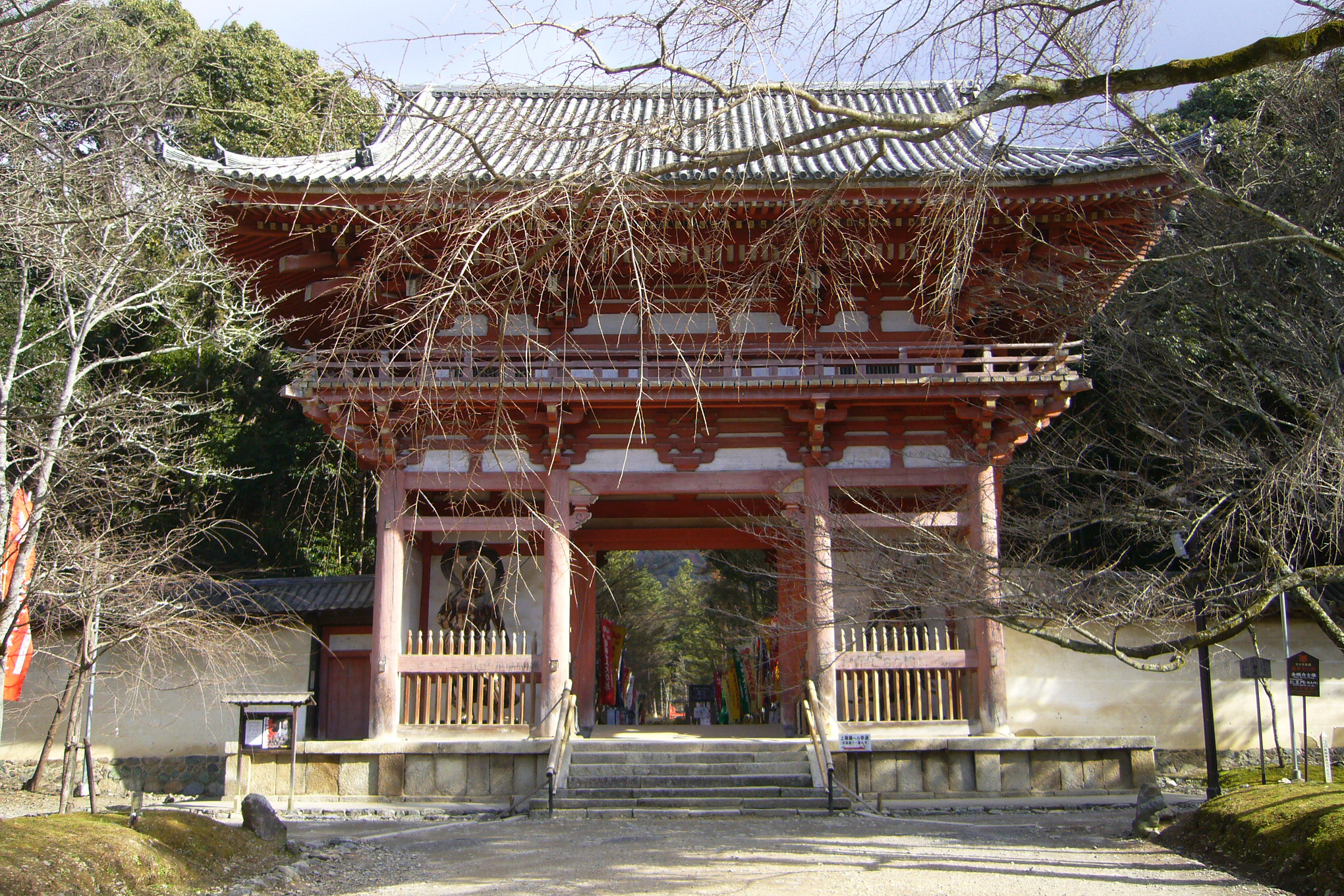
醍醐寺
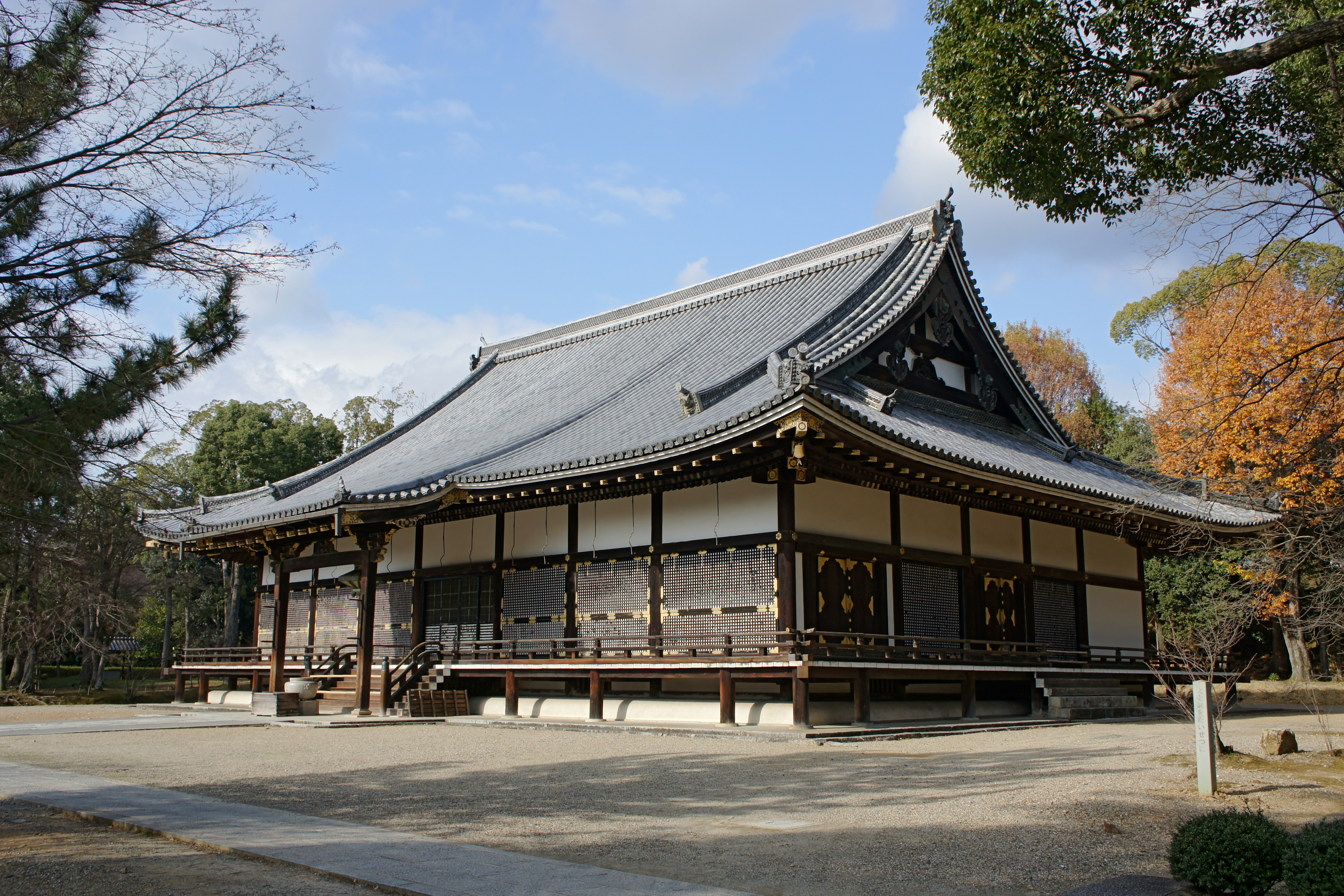
Монастир Нінна (Укьо, Кіото)
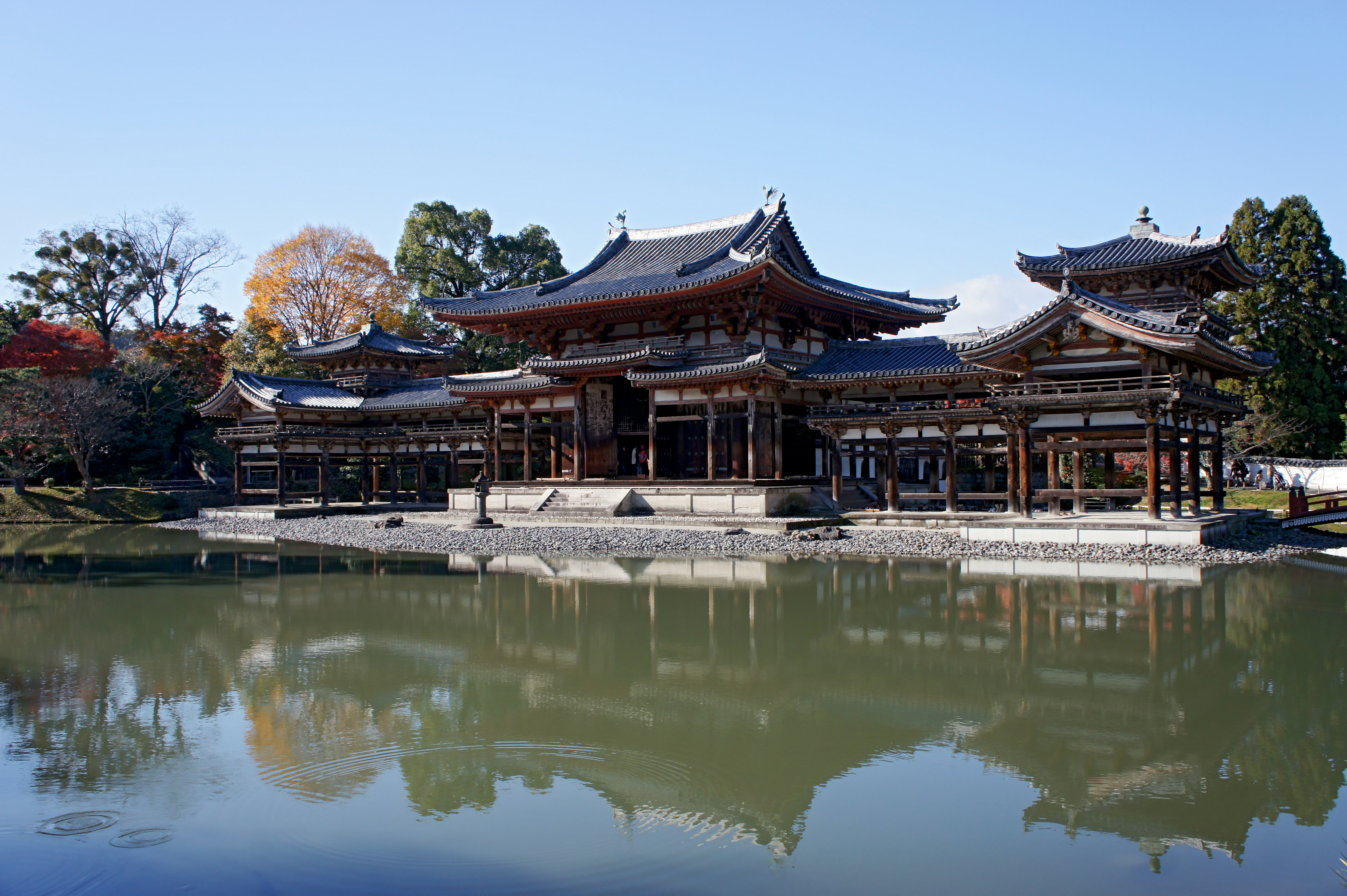
Монастир Бьодо (Уджі, Кіото)
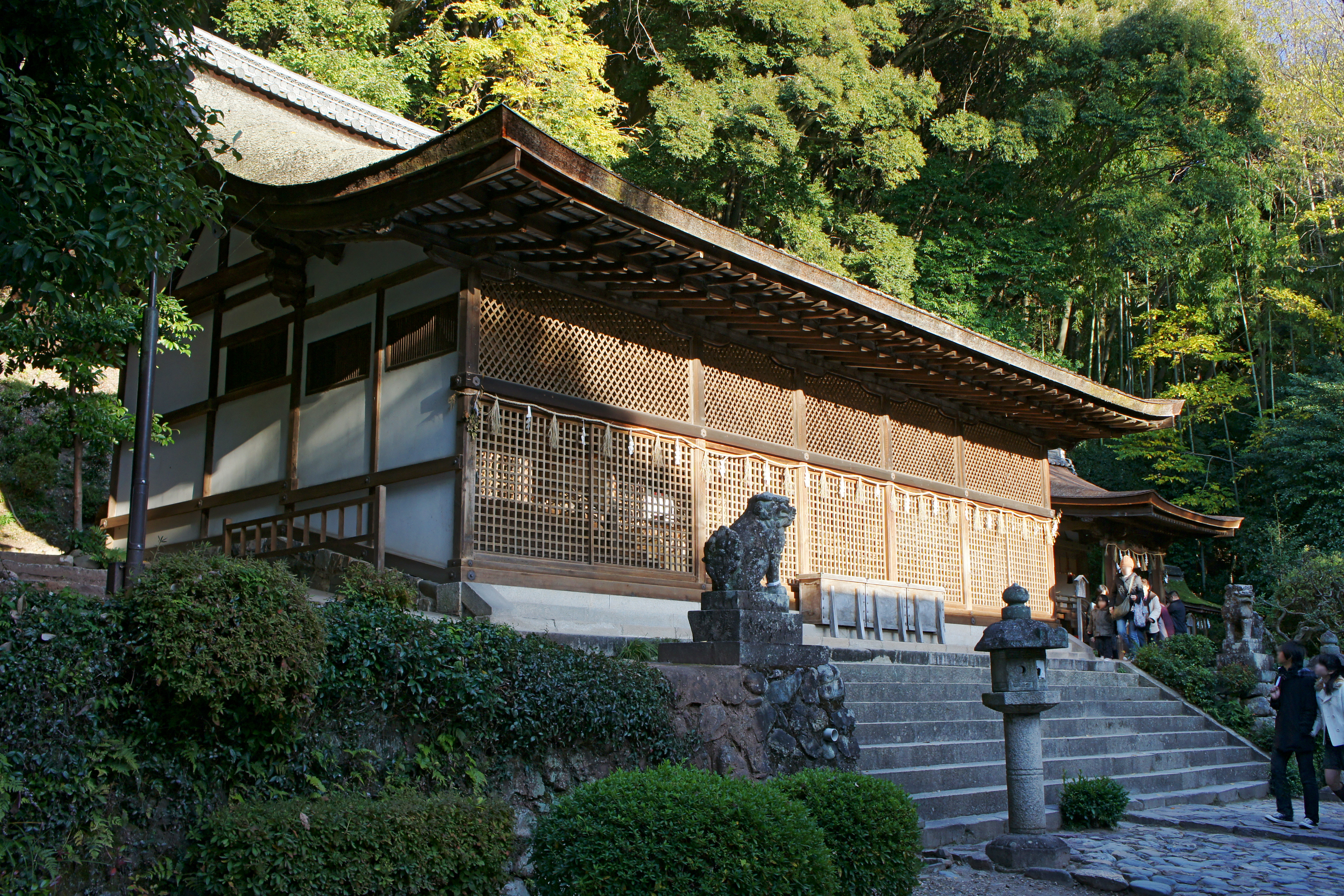
宇治上神社
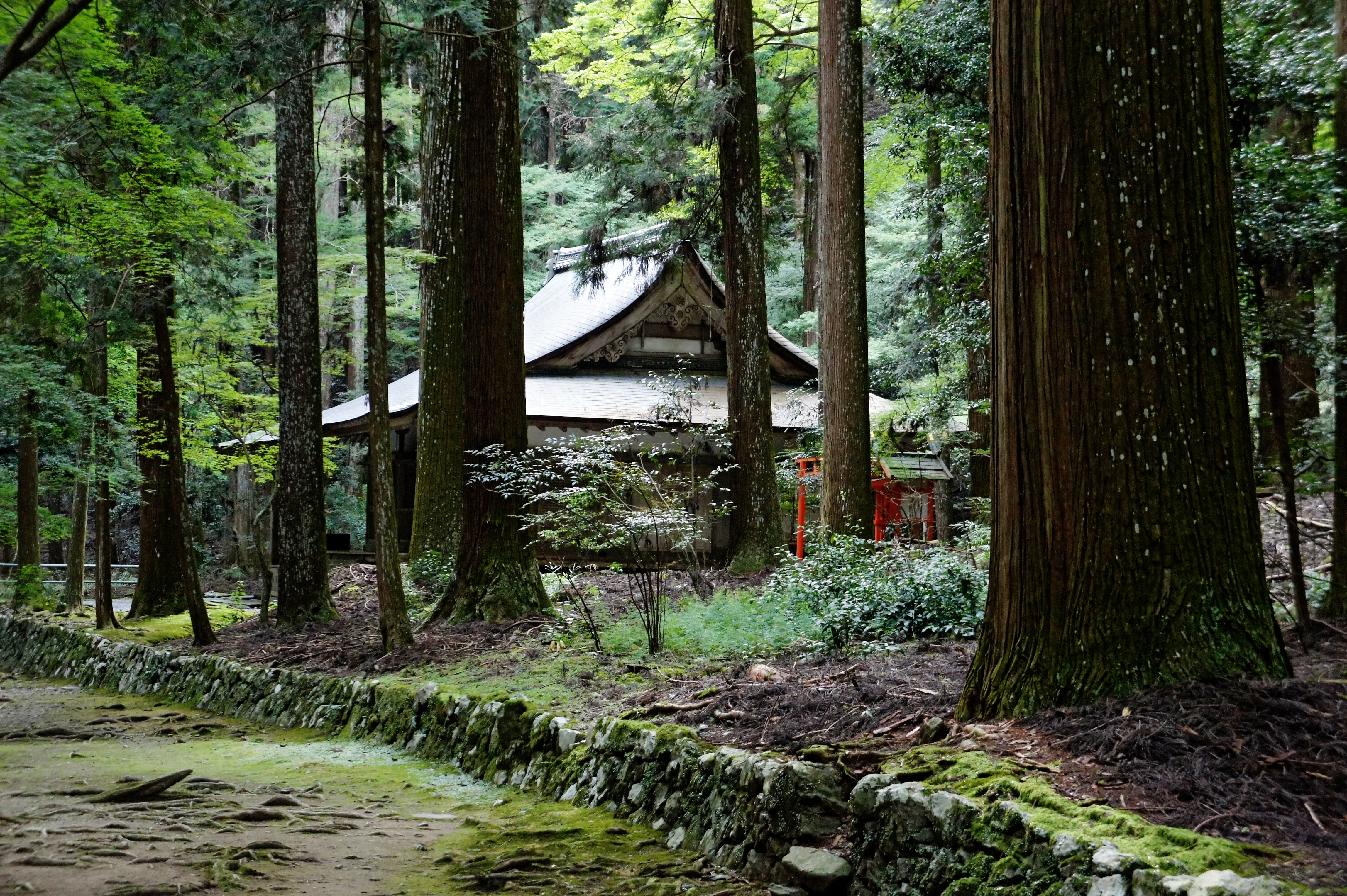
高山寺
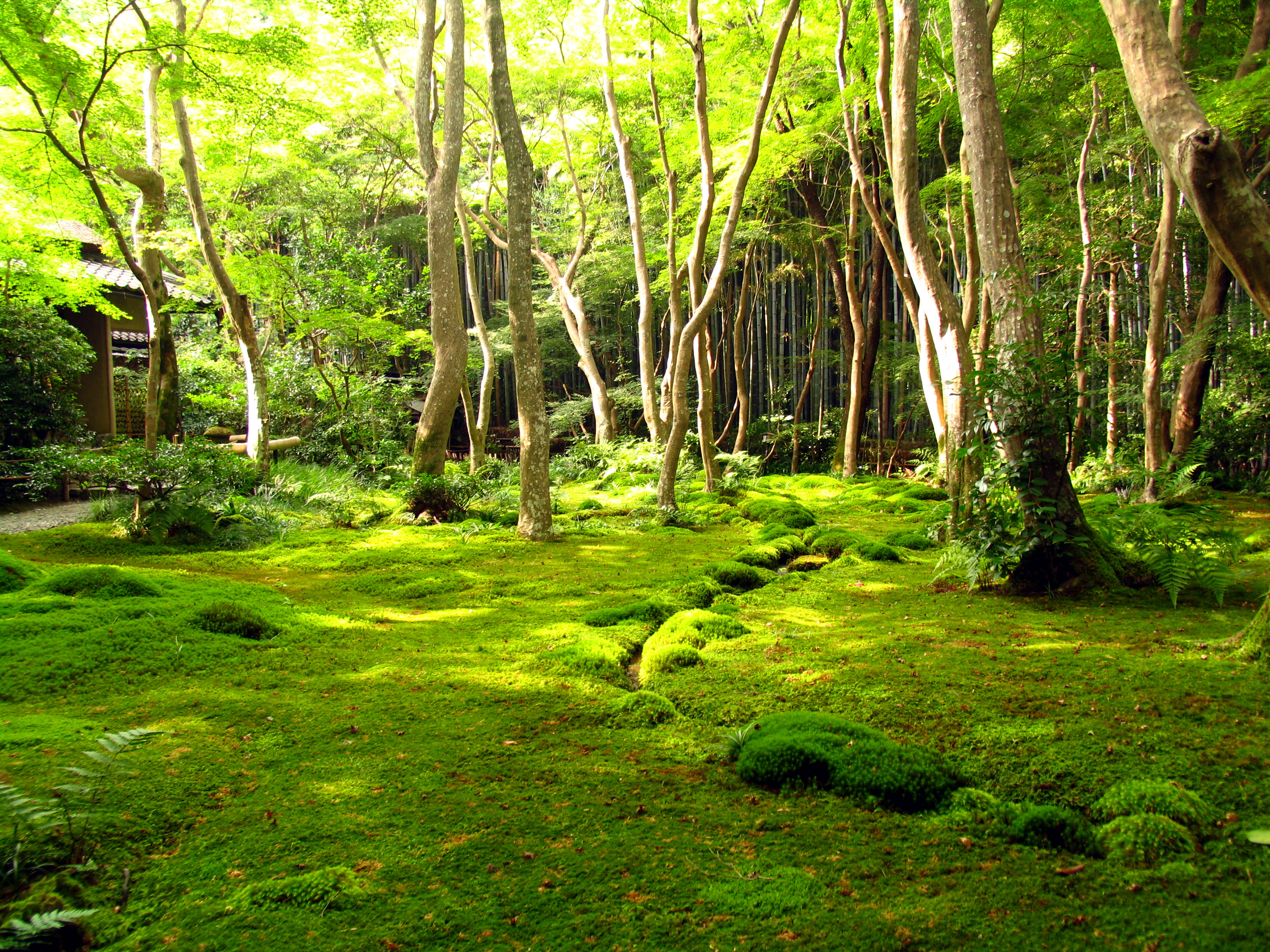
Монастир Сайхо 西芳寺（苔寺）
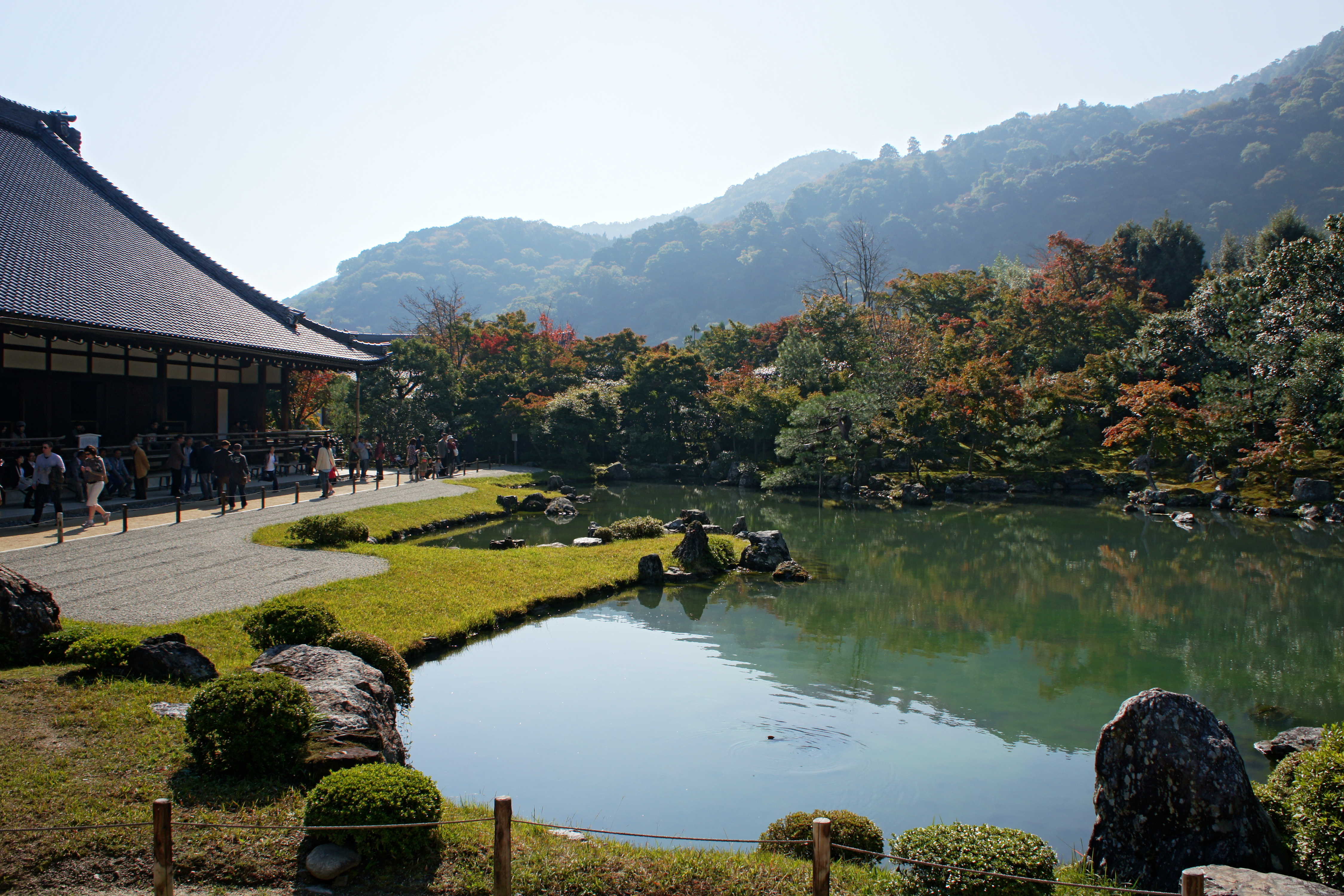
天龍寺
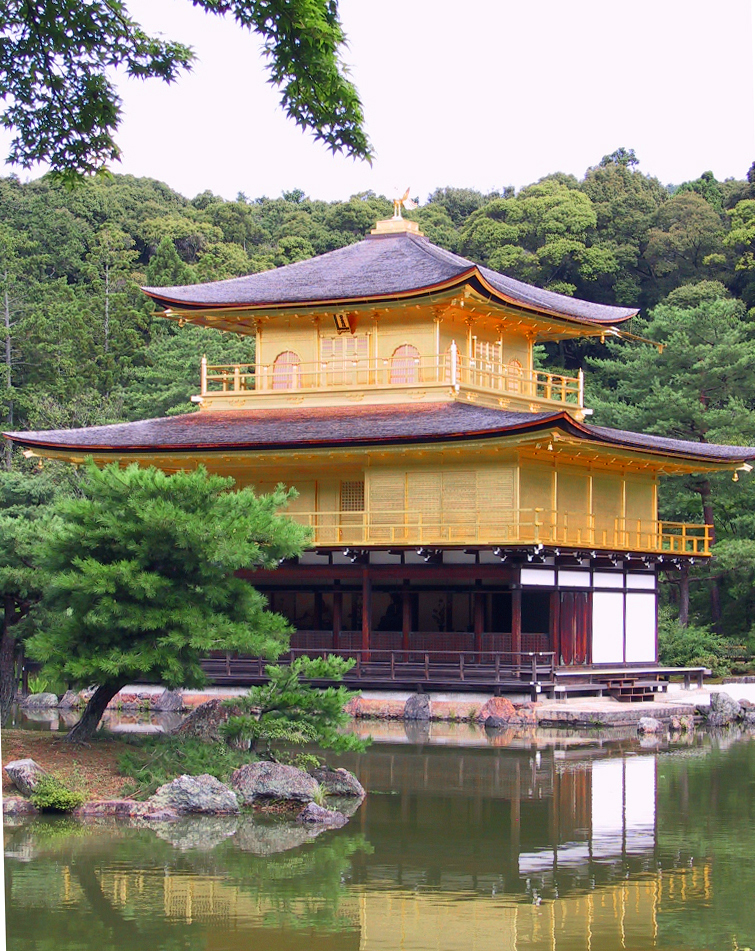
Монастир Кінкаку (Кіта, Кіото)
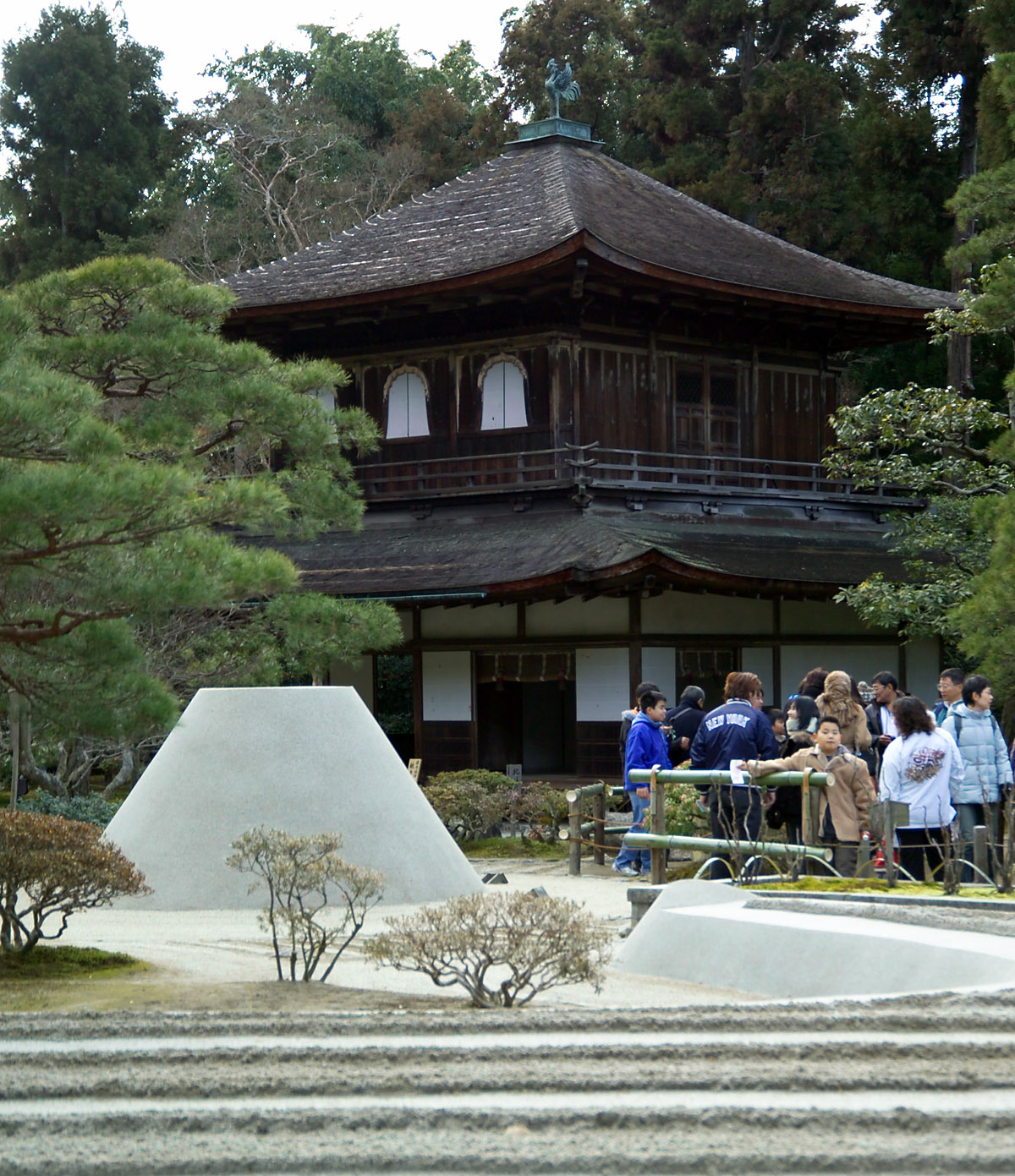
Монастир Ґінкаку (Сакьо, Кіото)
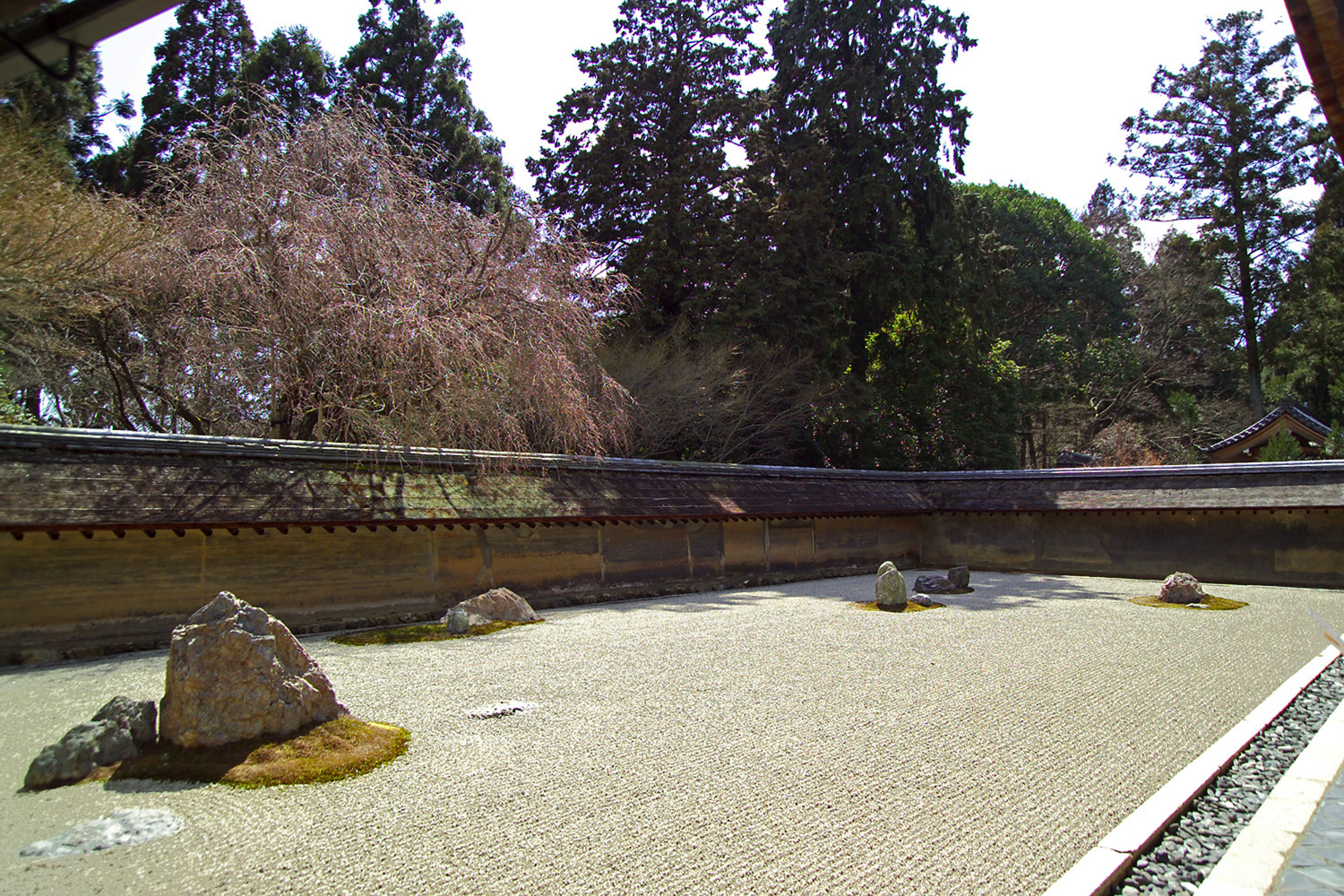
Монастир Рьоан (Укьо, Кіото)
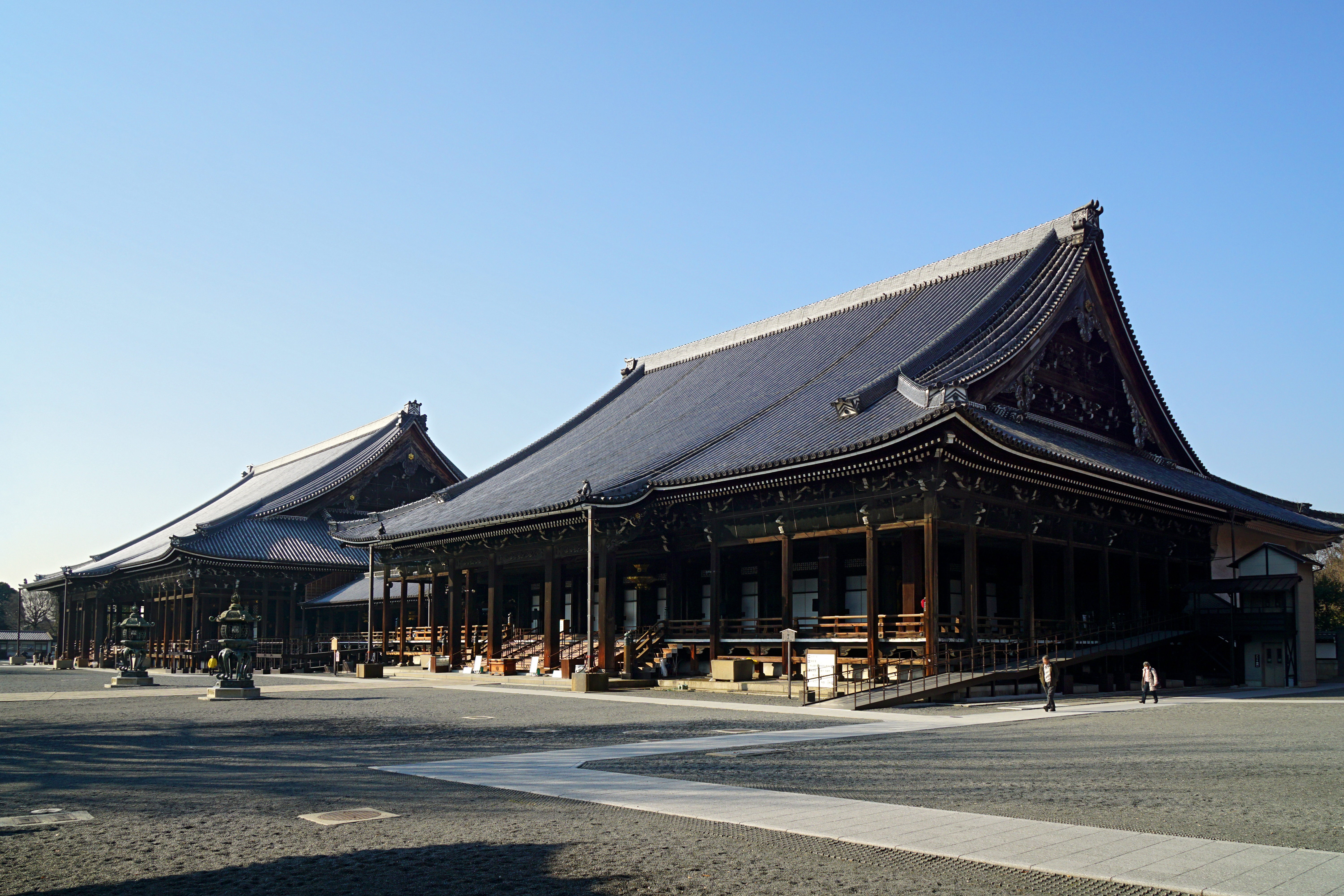
西本願寺
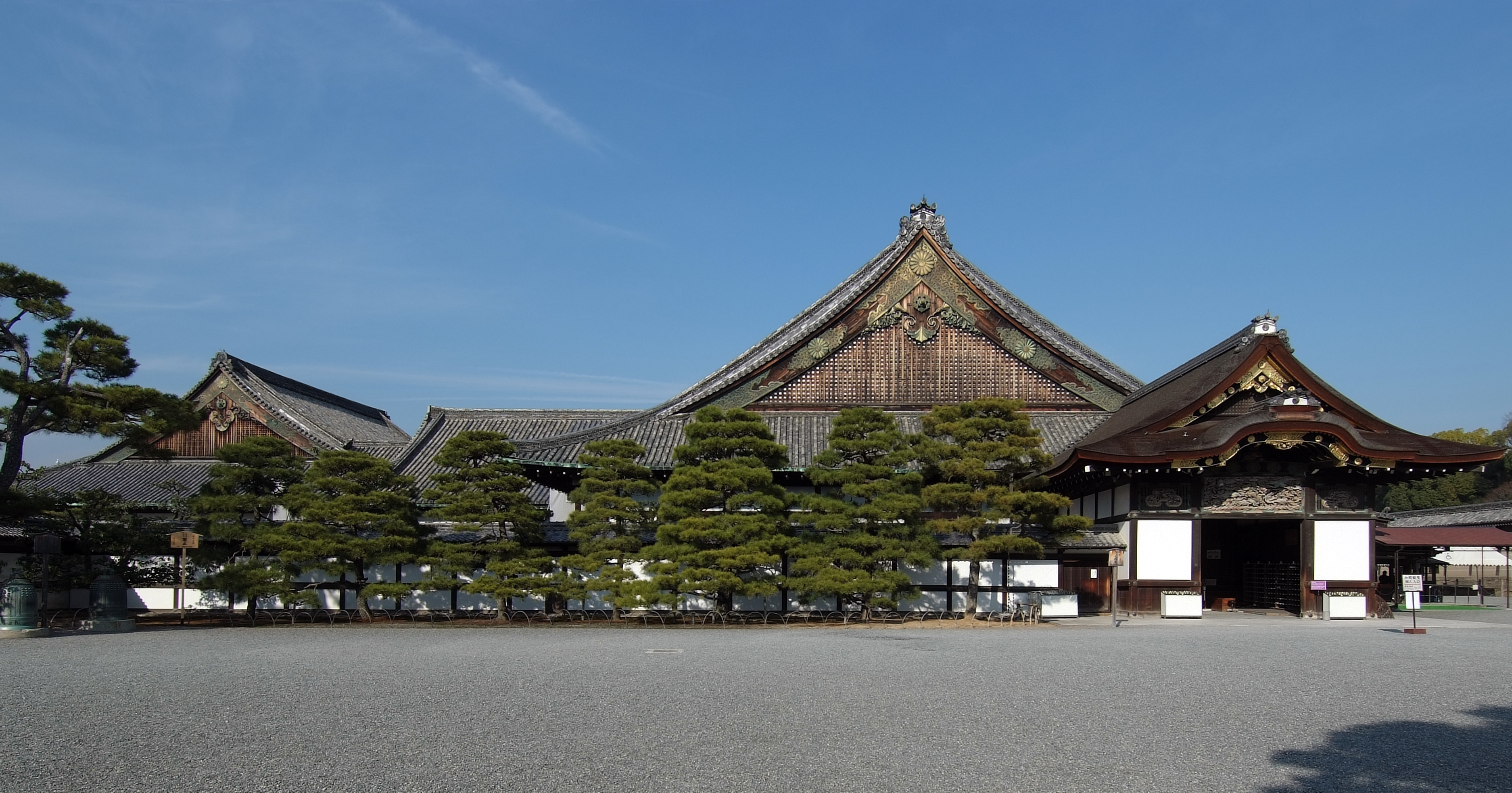
Замок Ніджьо (Накаґьо, Кіото)